# System oznaczania i nazewnictwa planetoid
System oznaczania i nazewnictwa planetoid – oficjalny system nadawania oznaczeń i nazw własnych planetoidom i innym niewielkim ciałom niebieskim naszego Układu Słonecznego zatwierdzony i używany przez Międzynarodową Unię Astronomiczną.

## System współczesny

### Oznaczenia nieoficjalne
Przed oficjalnym nadaniem oznaczenia tymczasowego przez Minor Planet Center (zobacz poniżej), niektóre odkryte obiekty otrzymują oznaczenia nieoficjalne nadane im przez obserwatoria, w których zostały zauważone. Współcześnie, dzięki dużej prędkości komunikacji oficjalne oznaczenia tymczasowe mogą być nadawane bardzo szybko i oznaczenia nieoficjalne nie są często używane. Istnieje bardzo wiele tego rodzaju schematów.

### Oznaczenia tymczasowe
Po odkryciu obiektu, który zostaje uznany za nowy i wcześniej nieznany, otrzymuje on oficjalne oznaczenie od Minor Planet Center. Aby obiekt został uznany za oficjalny, musi być zaobserwowany przynajmniej dwukrotnie.
Standardowe oznaczenie tymczasowe składa się z czterech części, z których wszystkie odnoszą się do daty odkrycia obiektu: czterocyfrowego numeru oznaczającego rok odkrycia, litery oznaczającej miesiąc i okres miesiąca odkrycia (połowa miesiąca), litery oznaczającej numer odkrycia i opcjonalnego oznaczenia liczbowego wskazującego na numer odkrycia w danym okresie (ile razy została użyta litera pół-miesiąca). Przy oznaczaniu pół-miesiąca litera „I” jest pomijana, litera „Z” nie jest używana.
| Pierwsza litera | Pierwsza litera | Pierwsza litera | Pierwsza litera | Pierwsza litera | Pierwsza litera | Pierwsza litera | Pierwsza litera | Pierwsza litera | Pierwsza litera | Pierwsza litera | Pierwsza litera | Pierwsza litera | Pierwsza litera | Pierwsza litera | Pierwsza litera | Pierwsza litera | Pierwsza litera | Pierwsza litera | Pierwsza litera | Pierwsza litera | Pierwsza litera | Pierwsza litera | Pierwsza litera | Pierwsza litera |
| A               | B               | C               | D               | E               | F               | G               | H               | J               | K               | L               | M               | N               | O               | P               | Q               | R               | S               | T               | U               | V               | W               | X               | Y               |                 |
| --------------- | --------------- | --------------- | --------------- | --------------- | --------------- | --------------- | --------------- | --------------- | --------------- | --------------- | --------------- | --------------- | --------------- | --------------- | --------------- | --------------- | --------------- | --------------- | --------------- | --------------- | --------------- | --------------- | --------------- | --------------- |
| 1-15 sty        | 16-31 sty       | 1-15 lut        | 16-29 lut       | 1-15 mar        | 16-31 mar       | 1-15 kwi        | 16-30 kwi       | 1-15 maj        | 16-31 maj       | 1-15 cze        | 16-30 cze       | 1-15 lip        | 16-31 lip       | 1-15 sie        | 16-31 sie       | 1-15 wrz        | 16-30 wrz       | 1-15 paź        | 16-31 paź       | 1-15 lis        | 16-30 lis       | 1-15 gru        | 16-31 gru       |                 |

Druga litera oznacza numer odkrycia w danym pół-miesiącu, litera „I” jest pomijana.
| Druga litera | Druga litera | Druga litera | Druga litera | Druga litera | Druga litera | Druga litera | Druga litera | Druga litera | Druga litera | Druga litera | Druga litera | Druga litera | Druga litera | Druga litera | Druga litera | Druga litera | Druga litera | Druga litera | Druga litera | Druga litera | Druga litera | Druga litera | Druga litera | Druga litera |
| A            | B            | C            | D            | E            | F            | G            | H            | J            | K            | L            | M            | N            | O            | P            | Q            | R            | S            | T            | U            | V            | W            | X            | Y            | Z            |
| ------------ | ------------ | ------------ | ------------ | ------------ | ------------ | ------------ | ------------ | ------------ | ------------ | ------------ | ------------ | ------------ | ------------ | ------------ | ------------ | ------------ | ------------ | ------------ | ------------ | ------------ | ------------ | ------------ | ------------ | ------------ |
| 1            | 2            | 3            | 4            | 5            | 6            | 7            | 8            | 9            | 10           | 11           | 12           | 13           | 14           | 15           | 16           | 17           | 18           | 19           | 20           | 21           | 22           | 23           | 24           | 25           |

Opcjonalne oznaczenie liczbowe dla odkryć od dwudziestego szóstego.
| Liczba | Liczba | Liczba | Liczba | Liczba | Liczba | Liczba | Liczba | Liczba | Liczba | Liczba | Liczba | Liczba | Liczba | Liczba |
| brak   | 1      | 2      | 3      | 4      | 5      | 6      | 7      | 8      | 9      | 10     | 11     | 12     | ...    | n      |
| ------ | ------ | ------ | ------ | ------ | ------ | ------ | ------ | ------ | ------ | ------ | ------ | ------ | ------ | ------ |
| 0      | 25     | 50     | 75     | 100    | 125    | 150    | 175    | 200    | 225    | 250    | 275    | 300    |        | 25 * n |

Pierwsze 25 odkryć w danym pół-miesiącu otrzymuje oznaczenia od A do Z (np. 2016 AA do 2016 AZ). Jeżeli w danym okresie zostanie odkrytych więcej niż 25 obiektów, to druga litera jest użyta ponownie, a na końcu oznaczenia dodaje się liczbę „1” (2016 AA1 do 2016 AZ1) – po każdych następnych 25 odkryciach, liczba w oznaczeniu jest zwiększana o jeden. Kolejność odkryć w danym pół-miesiącu oznaczana jest więc kolejno:: 1995 SA, 1995 SB, ..., 1995 SY, 1995 SZ, 1995 SA1, ..., 1995 SZ1, 1995 SA2, ..., 1995 SZ9, 1995 SA10 itd..
System został także zaadaptowany do odkryć sprzed 1925 roku – w takich oznaczeniach pierwsza cyfra roku zamieniona jest na literę „A” – na przykład A904 OA oznacza pierwszy obiekt odkryty w drugiej połowie lipca 1904.
W latach 1960–1977 przeprowadzono cztery przeglądy nieba, których oznaczenia składają się z liczby (kolejność odkrycia obiektu w ramach danego przeglądu), spacji i oznaczenia przeglądu (Palomar-Leiden P-L, First Trojan Survey – T-1, Second Trojan Survey T-2, Third Trojan Survey – T-3), przykładowe oznaczenia obiektów odkrytych w tych przeglądach to: 2040 P-L, 3138 T-1, 1010 T-2 and 4101 T-3.

### Numery planetoid
Proces nadawania nazwy własnej dla planetoid z oznaczeniem tymczasowym jest bardzo długi i może trwać nawet wiele dekad. Po nadaniu planetoidzie nazwy tymczasowej i jej długoletniej obserwacji pozwalającej przewidzieć jej przyszłą orbitę (zazwyczaj oznacza to, że dana planetoida znalazła się w opozycji do Ziemi przynajmniej cztery razy) otrzymuje ona numer kolejny przyznany przez Minor Planet Center (MPC) – numer pisany jest w nawiasach, na przykład (433), (4179) czy (50000).

### Nazwy planetoid
Po nadaniu obiektowi numeru kolejnego, odkrywca ciała niebieskiego jest proszony przez MPC o nadanie mu nazwy. Odkrywca ma dziesięć lat na wybranie nazwy dla obiektu, podanie wraz z uzasadnieniem jest przekazywane do IAU, nazwa musi spełniać kilka warunków i jest zatwierdzana przez grupę Working Group for Small Body Nomenclature działającą w ramach IAU. Proponowane nazwy powinny:
- mieć mniej niż szesnaście liter
- być najlepiej jednym słowem
- być możliwe do wymówienia (w niektórych językach)
- nie być obraźliwe
- nie być zbyt podobne do już istniejących nazw planetoid i księżyców naturalnych
- dla nazw nawiązujących do polityków lub wojskowych lub wydarzeń politycznych czy historycznych, powinno upłynąć przynajmniej sto lat od śmierci takiej osoby lub od czasu takiego wydarzenia

Dodatkowo:
- sugeruje się, aby nie nadawać imion zwierząt domowych
- niedozwolone są imiona nawiązujące do znaków firmowych czy nazw komercyjnych

Dla niektórych planetoid należących do wybranych typów, obowiązują dodatkowe zasady:
- planetoidy trojańskie powinny otrzymać nazwy związane z bohaterami wojen trojańskich (greccy bohaterowie w punkcie L4 i trojańscy w L5)
- planetoidy trans-neptunowe (zbliżające się do Jowisza, ale niebędące z nim w statycznym rezonansie) są nazywane imionami centaurów
- obiekty zbliżające się lub przekraczające orbitę Neptuna i pozostające w rezonansie innym niż 1:1 otrzymują nazwy mitologiczne związane z mitologicznymi zaświatami
- obiekty poza orbitą Neptuna ze stosunkowo stabilnymi orbitami (klasyczne obiekty Pasa Kuipera) otrzymują nazwy związane z mitologią stworzenia świata
- obiekty bliskie Ziemi zazwyczaj otrzymują nazwy mitologiczne

Nazwy stają się oficjalne po ich publikacji przez MPC w Minor Planet Circulars. Wbrew niektórym doniesieniom prasowym, nie można oficjalnie „kupić” nazwy dla nowego obiektu – nazywane są one wyłącznie przez ich odkrywców.

### Obiekty międzygwiezdne
Międzynarodowa Unia Astronomiczna ustaliła, że małe ciała niebieskie odbywające loty międzygwiezdne, w tym planetoidy, będą oznaczane w sposób podobny do komet: numerem i następującą po nim literą „I”. Litera I pochodzi od ang. interstellar, „międzygwiezdny”. Pierwsze znane ciało spoza Układu Słonecznego, które zaobserwowano podczas przelotu w pobliżu Słońca, to planetoida 1I/ʻOumuamua.

## Oznaczenia historyczne
W pierwszej połowie XIX wieku planetoidy otrzymywały nazwy nadawane im przez ich odkrywców. Numeracja planetoid, oznaczająca przynajmniej teoretycznie kolejność ich odkrycia, została wprowadzona na początku lat 50. XIX wieku. Początkowo numeracja była prowadzona przez redaktorów pisma „Astronomische Nachrichten” w kolejności zgłaszania kolejnych odkryć. W 1892 wprowadzono system, w którym numeracja obiektów była prowadzona przez redaktorów „Berliner Astronomisches Jahrbuch” dla obiektów z dobrze wyliczonymi parametrami orbitalnymi. System początkowo składał się jedynie z roku odkrycia i pojedynczej litery oznaczającej kolejność (litera „I” była pominięta).
Po wyczerpaniu dostępnych 25 liter, wprowadzono oznaczenia dwuliterowe (n. 1893 AA, 1893 AB itd.) pomijające literę „I”. Sekwencje literowe nie startowały od AA każdego nowego roku, ale były kontynuowane od ich poprzedniego oznaczenia, np. po 1894 AQ następna planetoida otrzymała oznaczenie 1895 AP. Po dotarciu do liter ZZ i wyczerpaniu dwuliterowych oznaczeń, zdecydowano się na coroczne resetowanie oznaczeń, co nastąpiło w 1916 z planetoidą 1916 AA.
Dla planetoid odkrytych wcześniej, ale potwierdzonych dopiero w następnych latach wprowadzono system, w którym były one identyfikowane przez małą literę alfabetu po roku ich odkrycia, np. 1913 a (komety używały podobnego systemu, ale bez spacji pomiędzy rokiem i literą). W 1914 w tym celu wprowadzono dodatkowo oznaczenie składające się z roku i greckiej litery.
W czasie I wojny światowej pracujący na Krymie astronomowie byli pozbawieni możliwości nadawania oficjalnych nazw ich odkryciom i wprowadzili dwa własne, tymczasowe systemy mające postać: rok + grecka litera sigma + litera (litery) oraz grecka litera sigma + liczba (litera sigma była zapisywana jako SIGMA).
Istniały następujące historyczne formy oznaczania planetoid:
- rok + pojedyncza litera (1892 A)
- rok + dwie litery (1914 VV)
- rok + mała litera (1916 a)
- rok + grecka litera (1914 gamma)
- rok + SIGMA + litera/litery (1915 SIGMA r, 1916 SIGMA ci – SIGMA była zapisywana także jako SIG)
- SIGMA + numer (SIGMA 27)